# Guyana en los Juegos Olímpicos de Londres 2012
Guyana estuvo representada en los Juegos Olímpicos de Londres 2012 por seis deportistas, cuatro hombres y dos mujeres, que compitieron en tres deportes.
El portador de la bandera en la ceremonia de apertura fue el atleta Winston George. El equipo olímpico guyanés no obtuvo ninguna medalla en estos Juegos.